# José Luis Chilavert
José Luis Félix Chilavert González (ur. 27 lipca 1965) – paragwajski piłkarz występujący na pozycji bramkarza.
Były rekordzista świata pod względem liczby strzelonych bramek przez bramkarza (62), wyprzedzony przez Rogéria Ceniego. Chilavert często wykonywał rzuty wolne i karne. W latach 1989–2003 rozegrał 74 mecze w reprezentacji Paragwaju, w których zdobył 8 bramek. Zdobył Puchar Francji z RC Strasbourg (2001).
Podczas meczu ligi argentyńskiej Vélez Sársfield - Ferro Carril Oeste (29 listopada 1999) zdobył 3 bramki, wykorzystując trzy rzuty karne. Stał się w ten sposób prawdopodobnie pierwszym bramkarzem na świecie, który zanotował hat-trick w meczu najwyższej klasy rozgrywkowej.
José jest młodszym bratem pomocnika Rolanda Chilaverta. Obecnie pracuje jako komentator sportowy. W roku 2023 kandydował na prezydenta Paragwaju, w wyborach zdobył mniej niż 1% głosów. 

## Osiągnięcia

### Guarani
- Primera División: 1984

### Vélez Sarsfield
- Torneo Apertura: 1995
- Torneo Clausura: 1993, 1996, 1998
- Copa Libertadores: 1994
- Intercontinental Cup: 1994
- Copa Interamericana: 1994
- Supercopa Sudamericana: 1996
- Recopa Sudamericana: 1997

### RC Strasbourg
- Coupe de France: 2001

### Peñarol
- Primera División Uruguaya: 2003

### Indywidualne
- Gracz roku Ligi Argentyńskiej: 1996
- Południowoamerykański bramkarz roku: 1996
- Najlepszy bramkarz na świecie według rankingu IFFHS: 1995, 1997, 1998